# Orchiépididymite
 Mise en garde médicale
Une orchiépididymite est une inflammation d'un testicule (orchite) et d'un épididyme (épididymite). 

## Clinique
Elle entraîne une douleur testiculaire aiguë, pulsatile, unilatérale, et pose le problème du diagnostic différentiel avec une torsion du cordon spermatique qui est une urgence chirurgicale.
Elle touche plus souvent l'adulte que l'enfant.
Le mode d'apparition est brutal ou rapidement progressif. 
À l'examen on peut retrouver des signes généraux comme une fièvre et des frissons, des signes urinaires comme une pollakiurie et des brulures mictionnelles, un écoulement urétral, un gros épididyme ou un bloc épididymo-testiculaire avec une bourse inflammatoire (œdématiée, rouge, chaude et douloureuse). 
Le toucher rectal peut retrouver une prostate douloureuse dans le cas d'une prostatite aiguë associée.

## Étiologie
Elle est généralement due à une infection par un germe intestinal (par exemple Escherichia coli), rétrograde, débutant au niveau de l'urètre et remontant par les canaux déférents jusqu'à l'épididyme.

Elle peut être due à une infection sexuellement transmissible, notamment par Chlamydia trachomatis.

Elle est plus rarement due à une infection systémique, comme l'orchite ourlienne de l'oreillon.

## Examens complémentaires
Il existe un syndrome infectieux biologique.
La numération formule sanguine retrouve une hyperleucocytose à polynucléaire neutrophile. La vitesse de sédimentation et la CRP sont augmentées.
L'ECBU recherche une leucocyturie et une bactériurie.
Des hémocultures peuvent être réalisées en cas de syndrome infectieux marqué.

## Diagnostic différentiel
Le principal diagnostic différentiel est la torsion du pédicule spermatique, qui est une urgence chirurgicale. Le signe de Prehn, qui est dit positif lorsque le soulèvement du testicule soulage la douleur peut permettre d'orienter le diagnostic.

## Traitement
- Repos au lit
- Port d'un suspensoir ou d'un slip serré afin de limiter la douleur
- Antalgique
- Anti-inflammatoire non stéroïdien
- Antibiotique adapté aux germes en cause.